# Karl Chiari
Karl Chiari (26. května 1849 Vídeň – 14. května 1912 Horní Taury u Triebenu) byl rakouský a český průmyslník a politik německé národnosti z Moravy, čestný občan města Šumperka, na počátku 20. století poslanec Říšské rady.

## Biografie

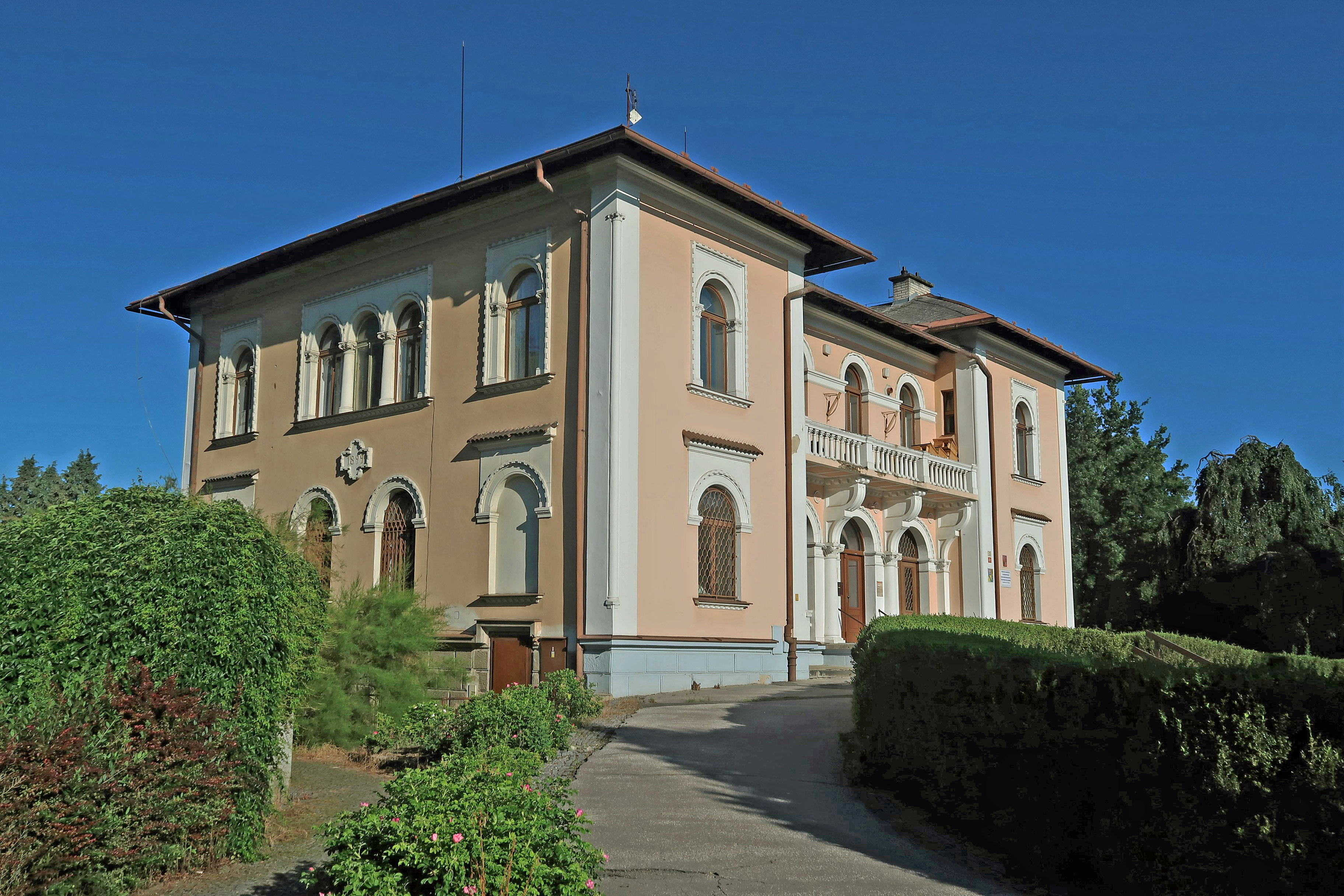
Vila Chiari v Šumperku

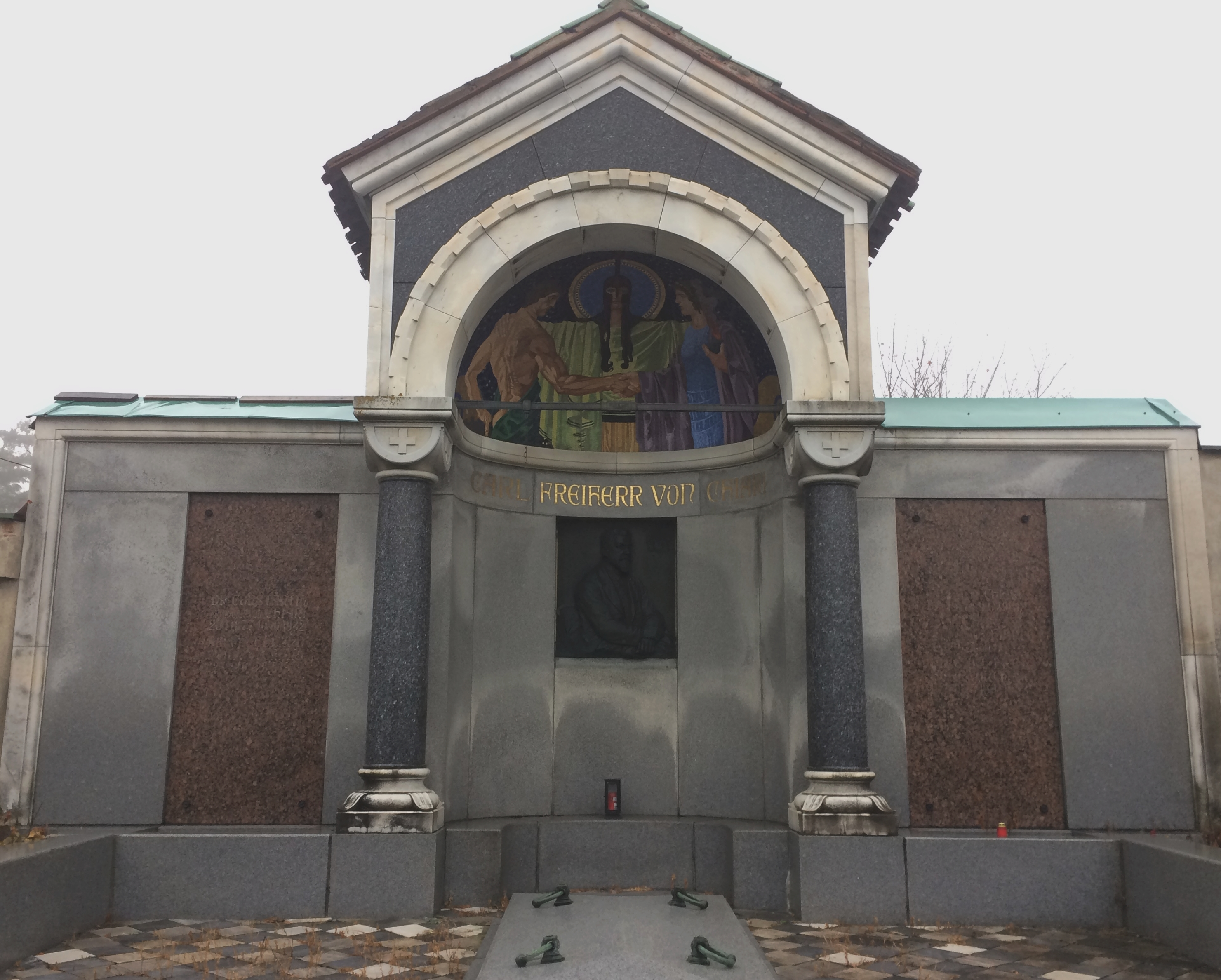
Chiariho hrobka na šumperském hřbitově

Karl se narodil do vídeňsko-šumperské rodiny právníků, lékařů a podnikatelů. Jeho otcem byl universitní profesor gynekologie na pražské universitě a poté na vídeňském Josefinu Dr. med. Johann Babtista Chiari. Matkou byla Marie, rozená Kleinová, dcera universitního profesora gynekologa J. Kleina. Studoval medicínu na Vídeňské univerzitě. Řídil pak textilní továrnu firmy Ed. Oberleithners Söhne v Šumperku. Byl členem státní železniční rady a dalších průmyslových organizací. V 80. letech 19. století převzal i hanušovický pivovar. V Šumperku mu patřil takzvaný Chiariho nebo Pavlínin dvůr (podle manželky Pauliny, rozené Zephyrescuové, s níž měl tři syny), na pozemku zahrady dvora si nechal roku 1899 vystavět honosnou vilu Chiari. Někdy okolo roku 1910 byl jmenován čestným občanem Šumperku a po smrti po něm bylo pojmenováno dnešní Náměstí Svobody.
Politicky patřil mezi německé nacionály (Německá lidová strana) a byl aktivní v jejich zemské organizaci na Moravě jako důvěrník.
Na konci 19. století se zapojil i do celostátní politiky. Ve volbách do Říšské rady roku 1897 nastoupil do Říšské rady (celostátní zákonodárný sbor) za městskou kurii, obvod Šternberk, Uničov, Rýmařov atd. Opětovně byl zvolen za týž obvod i ve volbách do Říšské rady roku 1901. Jako politik ostře vystupoval proti vládě Franze Thuna a zasazoval se o spojenectví Německé lidové strany s německými liberály (Německá pokroková strana). Zasedal pak ve vedení širší parlamentní platformy německorakouských nesocialistických politických stran nazvané Německý národní svaz. Uspěl i ve volbách do Říšské rady roku 1907, konaných poprvé podle všeobecného a rovného volebního práva. Byl zvolen za německý obvod Morava 8. Usedl do poslaneckého klubu Německého národního svazu. Roku 1910 působil jako předseda rozpočtového výboru sněmovny.
Roku 1908 byl povýšen do šlechtického stavu. Roku 1912 byl jmenován doživotním členem Panské sněmovny (jmenovaná horní komora Říšské rady). Téhož roku ale tragicky zemřel při honu ve Vysokých Taurách poblíž obce Trieben. Pohřben byl v rodinné hrobce na šumperském městském hřbitově.